# Cantone di Mortrée
Il Cantone di Mortrée era una divisione amministrativa dell'arrondissement di Argentan.
È stato soppresso a seguito della riforma complessiva dei cantoni del 2014, che è entrata in vigore con le elezioni dipartimentali del 2015.
Comprendeva i comuni di:
- Almenêches
- La Bellière
- Boischampré
- Boissei-la-Lande
- Le Château-d'Almenêches
- Francheville
- Marmouillé
- Médavy
- Montmerrei
- Mortrée